# Nsima

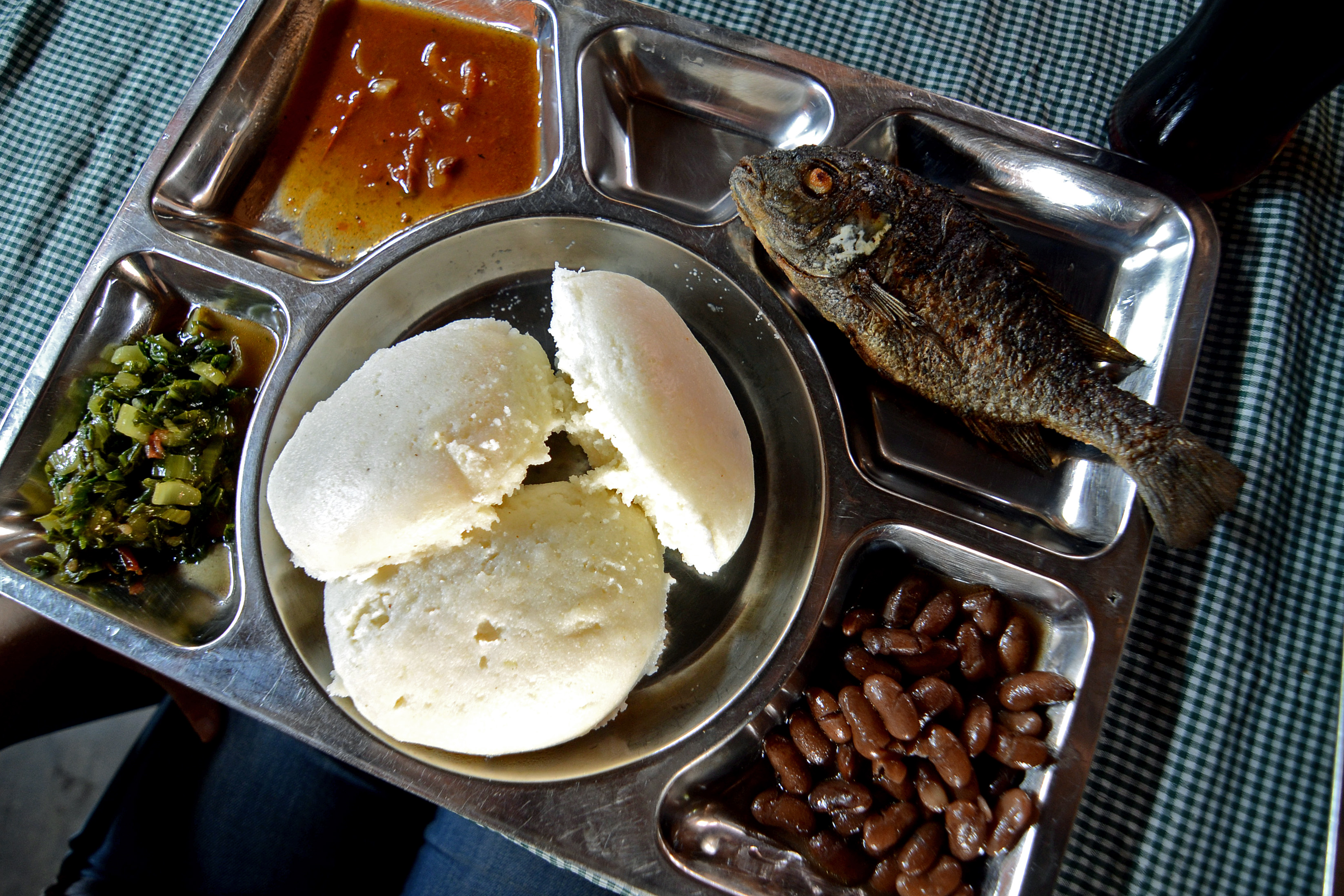
Nsima jako główny składnik dania, podana z rybą, warzywami i sosem

Nsima (nshima), sadza, putu, bidia, meali, pap, ugali – potrawa typowa dla kuchni krajów wschodniej, zachodniej i południowej Afryki, obecnie sporządzana z grubo mielonej mąki lub kaszki kukurydzianej ugotowanej na gęsto.
W 2017 roku nsima jako element tradycji kulinarnej w Malawi została wpisana na listę reprezentatywną niematerialnego dziedzictwa kulturowego UNESCO.
Do 2 poł. XIX w. potrawa sporządzana była z ziaren różnych zbóż. Jest to jedna z najdawniejszych form spożywania rozdrobnionego ziarna zbóż chlebowych lub odsianej mąki zamiast chleba.
Potrawa w formie gęstej, kleistej papki, serwowana w postaci ręcznie toczonych placuszków, spożywana jest bez użycia sztućców.
W klasycznej formie nsima była spożywana bez dodatków, co zachowało się w zwyczajach żywieniowych warstw uboższych. Obecnie jednak często jest podawana z gotowanymi lub smażonymi warzywami (najczęściej są to owoce i liście dyni). Niekiedy serwuje się ją z rybą lub mięsem (wołowina, koźlęcina i dziczyzna, wyjątkowo drób hodowlany). Placuszki można maczać w podawanych jako dodatek sosach.
Nsima spożywana jest najczęściej dwa razy dziennie, na obiad i kolację, chociaż pierwotnie była spożywana w godzinach wieczornych, po zakończeniu wszystkich prac w gospodarstwie
Tradycyjnie ugotowana potrawa nie jest solona, lecz pozostawiana na noc, by delikatnie sfermentowałą i nabrała odpowiedniego smaku.
Analogicznymi potrawami kuchni europejskiej, wyrabianymi przeważnie z mąki kukurydzianej, są mamałyga i polenta.

## Nazewnictwo
Potrawa znana jako nsima (nshima w żargonie miejskim), podawana w dwóch wersjach (mgawiwa i ufa), jest bardzo popularna w Zambii, Malawi i Botswanie. Zambijskie ludy Bemba, Chewa, Lozi, Ngoni, Nsenga, Tonga, Tumbuka czy Tsenga używają na określenie dania z mąki kukurydzianej takich słów, jak nsima, sima, insima, ubwali i buhobe.
W Zairze i Kongo potrawa znana jest jako bidia, w Namibii jako oshifima, w Zimbabwe jako sadza, w Republice Południowej Afryki, w tym Zululandzie oraz w Lesotho jako putu i meali, w Kenii i Tanzanii najczęściej jako posho lub ugali, w Ghanie jako kpekpele.

## Nsima w kulturze
Przygotowywanie nsimy jako głównego składnika posiłków w kulturach afrykańskich było zadaniem kobiet. Dziewczynki przed osiągnięciem dojrzałości i zamążpójściem przygotywywały się do tego zadania m.in. pomagając matkom i krewnym w suszeniu ziarna, mieleniu mąki kukurydzianej (nie tylko z ziaren, ale również z kolb kukurydzy) za pomocą dokładnego ubijania ziaren długimi kijami w kamiennych lub glinianych misach oraz w wielokrotnym gotowaniu potrawy.